# Konstantín Pobedonóstsev

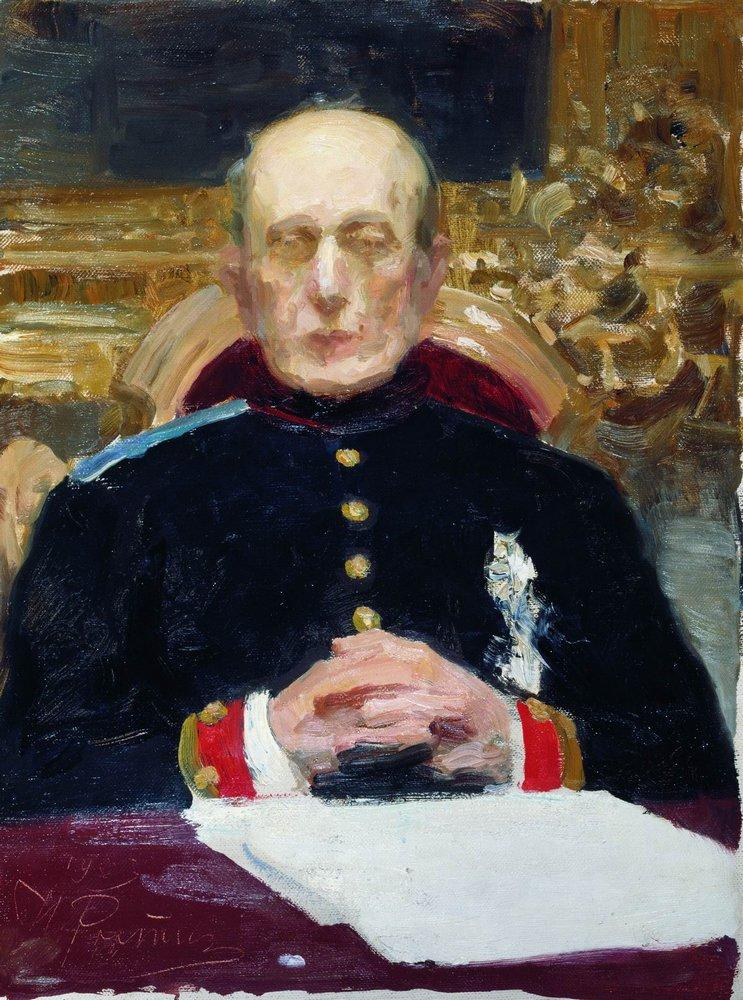
Pobedonóstsev retratado por Iliá Repin.

Konstantín Petróvich Pobedonóstsev (en ruso: Константи́н Петро́вич Победоно́сцев; Moscú, 21 de mayo de 1827 - San Petersburgo, 23 de marzo de 1907) fue un jurista, político y pensador ruso. Usualmente considerado el principal representante del conservadurismo ruso en los últimos años del régimen zarista, fue el «cardenal gris» que controló la política imperial en el reinado de su discípulo el zar Alejandro III e influyó notablemente en el hijo de este, Nicolás II.

## Vida
Hijo de Piotr Vasílievich Pobedonóstsev, profesor de literatura de la Universidad de Moscú, en 1841 Konstantín Pobedonóstsev fue enviado a la Escuela Imperial de Jurisprudencia en la capital imperial de San Petersburgo, donde el joven se preparó para el servicio civil. De 1860 a 1865 fue profesor de Derecho Civil en la Universidad de Moscú, y tutor en política y derecho de los hijos del zar.
Su carrera política fue meteórica. De 1865 a 1881 fue tutor del zarévich Alejandro, sobre el cual siempre ejercería una enorme influencia; en 1868, ingresó en el Senado Imperial, en 1874 se convirtió en miembro del Consejo de Estado, y en 1880 fue nombrado procurador jefe del Santísimo Sínodo Gobernante, convirtiéndose así en dirigente de facto de la Iglesia Ortodoxa Rusa. Durante el reinado de Alejandro III, Pobedonóstsev fue uno de los hombres más poderosos e influyentes del Imperio. Es considerado el principal redactor del Manifiesto del 29 de abril de 1881, que proclamaba la inamovibilidad del poder absoluto del zar de Rusia. Con ello se ponía fin a los esfuerzos de Lorís-Mélikov para establecer una cámara representativa. Efectivamente, el ascenso de Pobedonóstsev los días inmediatamente posteriores al asesinato de Alejandro II provocó la renuncia de Lorís-Mélikov y otros ministros partidarios de una reforma liberal. Siempre se mostró como un conservador intransigente, y nunca dejó de manifestar con firmeza sus opiniones. Consequentemente, los círculos liberales lo denunciaron siempre como a un oscurantista enemigo del progreso. Fiódor Dostoyevski, que tras su exilio en Siberia se convirtió en amigo suyo, decía que Pobedonóstsev era el único hombre capaz de salvar a Rusia de la Revolución. 
En 1901 un simpatizante socialista llamado Nikolái Lagovski trató de asesinar a Pobedonóstsev. Disparó a la ventana de su oficina, pero erró el tiro. Lagovski fue sentenciado a seis años de kátorga.
Durante la Revolución rusa de 1905 que siguió a la desastrosa guerra con Japón, Pobedonóstsev, con casi 80 años de edad, decidió retirarse de los asuntos públicos. Murió en 1907 y su figura fue la inspiración directa del viejo senador Ableújov en la novela Petersburgo (1912), de Andréi Bely. Asimismo, probablemente inspiró al personaje de Alekséi Aleksándrovich Karenin en la novela Ana Karénina, de Lev Tolstói.

## Estudios académicos en derecho civil
Aunque Pobedonóstsev es más conocido como estadista y pensador, su contribución al derecho civil ruso es especialmente relevante, y se lo reconoce como uno de los juristas más sagaces y significativos de la Rusia decimonónica. Su obra más destacada es un "Curso de derecho civil" (Курс гражданского права), publicado en tres volúmenes en 1868, 1871 y 1880, respectivamente.

## Doctrina
Pobedonóstsev tenía la idea de que la naturaleza humana es pecaminosa per se, y consecuentemente rechazaba los ideales de la democracia parlamentaria como «peligrosas ilusiones juveniles y nihilistas». 

«El poder autocrático es la única manera de preservar la estabilidad social, así procurando que sean los correctos gobernantes, y no una insostenible dictadura del vulgo, los que rectifiquen el camino de un ser humano inherentemente pecaminoso»

Consideraba que el constitucionalismo y el liberalismo individualistas eran válidos y adecuados para los países occidentales, en especial Inglaterra, pero no en la Rusia zarista, en la que no se había abolido la servidumbre hasta 1861. Según él, se debía mantener el régimen vigente, realizar reformas graduales y permitir que el desarrollo económico hiciera crecer a Rusia.

## Semblanza
Posiblemente la figura política más detestada y poderosa de la Rusia de su tiempo, Konstantín Pobedonóstsev fue un hombre misterioso y calculador, capaz de hacer tantas cosas al mismo tiempo que el supersticioso pueblo ruso alimentó el mito popular de que vendió su alma al diablo a cambio de poder estar en varios sitios a la vez. Aun cuando su aspecto era el de un hombre anciano y demacrado, poseía una dureza y una fuerza sorprendentes. Se expresaba y desenvolvía con suma vehemencia, y sus puntos de vista solían imponerse en el Consejo Imperial.